# Röd goral
Röd goral (Naemorhedus baileyi) är en däggdjursart som beskrevs av Pocock 1914. Den röda goralen ingår i släktet goraler och familjen slidhornsdjur.
Inga underarter finns listade i Catalogue of Life, men synonymen Naemorhedus cranbrooki listas ibland som underart.

## Utseende
Arten når en kroppslängd (huvud och bål) av 93 till 105 cm, en svanslängd av 7 till 12 cm och en vikt av 20 till 30,6 kg. Mankhöjden är 43 till 61 cm. Hos exemplar i fångenskap var honor lite större än hannar. Den första individen som blev beskriven (holotyp) var helt mörkbrun och inte spräcklig på ovansidan. De flesta andra exemplar har en rödbrun till röd päls. Längs ryggens topp sträcker sig en cirka 2 cm bred svart strimma. På undersidan är pälsen blekare förutom en kastanjebrun fläck på strupen och på bröstet. Dessutom har flera individer en smal svart fläck på bröstet. Den är ibland sammanlänkad med en mörk längsgående linje på bukens centrum. Påfallande är hannens vita scrotum.
Den korta svansen är täckt av svart päls och längre hår vid spetsen bildar en tofs. Likaså förekommer på djurets änne längre hår. Hos ungar och ibland även hos vuxna exemplar finns en liten vit fläck mellan hornen. I motsats till andra goraler saknar arten i man på nacken. Korta svarta och bakåtböjda horn förekommer hos båda kön. De har flera tvärgående åsar. Hornen är 7,5 till 16 cm långa.

## Utbredning
Den förekommer i Indien, Tibet och Myanmar. Utbredningsområdet ligger 2000 till 4500 meter över havet. Habitatet utgörs av bergsskogar med barrträd, av bergsängar och av buskskogar. Före vintern vandrar arten till lägre trakter där det även finns lövfällande skogar.

## Ekologi
Utanför parningstiden lever individerna vanligen ensamma men mindre flockar med 2 eller 3 exemplar förekommer likaså. Flocken bildas vanligen av en hona och en unge. Ibland ingår även en vuxen hanne eller ett ungdjur från året innan. Deras revir är cirka 40 hektar stort. Röd goral äter främst lav. Födan kompletteras med andra växtdelar som blad, gräs, kvistar och mjuka träbitar.
Före parningstiden i december etablerar hannar ett avgränsat revir som är 22 till 25 hektar stort. Honan är efter parningen 170 till 218 dagar dräktig och sedan föds allmänt en unge. Ungen blir efter ungefär tre år könsmogen. Röd goral kan troligen leva 15 år.

## Status
Röd goral jagas för köttets, pälsens och hornens skull. De senare används i den traditionella asiatiska medicinen. Beståndet minskar på grund av tjuvjakt. Troligen påverkas arten negativ av intensivare skogsbruk. Uppskattningsvis bildas populationen av 10 000 vuxna exemplar och deras ungar. IUCN kategoriserar arten globalt som sårbar.